# Горват Олександр Васильович
Олександр Васильович Горват (нар. 17 червня 1995, Кривий Ріг, Дніпропетровська область, Україна) — український футболіст, лівий захисник криворізького «Кривбасу».

## Життєпис
Народився в Кривому Розі. У ДЮФЛУ виступав за «Кривбас-84» (Кривий Ріг) та «Дніпро» (Дніпро). У 2013 році виступав за «Ліцей» (Казанка) у чемпіонаті Миколаївської області з футзалу. На початку липня 2013 року приєднався до «Гірника». У футболці криворізького клубу дебютував 3 серпня 2013 року в переможному (1:0) домашньому поєдинку 4-го туру Другої ліги України проти макіївського «Макіїввугілля». Олександр вийшов на поле на 90-ій хвилині, замінивши Сергія Гвоздевича. Першим голом у професіональній кар'єрі відзначився 11 серпня 2013 року на 86-ій хвилині переможного (1:0) виїзного поєдинку 5-го туру Другої ліги України проти дніпродзержинської «Сталі». Горват вийшов на поле на 83-ій хвилині, замінивши Ігоря Буку. За підсумками сезону 2013/14 років «Гірник» посів 4-те місце та підвищився в класі. У Першій лізі України дебютував 15 серпня 2014 року в нічийному (1:1) домашньому поєдинку 4-го туру проти харківського «Геліоса». Олександр вийшов на поле на 90-ій хвилині, замінивши Ігоря Буку. У квітні 2015 року відправився в оренду до «Інгульця», у складі якого зіграв 5 матчів в аматорському чемпіонаті України та 2 поєдинки у чемпіонаті Кіровоградської області. У середині серпня 2015 року повернувся до «Гірника». Загалом у складі криворізького клубу зіграв 27 матчів (1 гол) у чемпіонатах України та 2 матчі в кубку України. 10 квітня 2015 року за обопільною згодою сторін розірвав контракт з «Гірником». 
Наприкінці липня 2015 року уклав повноцінну угоду з «Інгульцем», але зіграши 1 матч у кубку України, наприкінці наступного місяця залишив петрівську команду. На початку березня 2016 року підсилив «Барсу». У футбольці сумського клубу дебютував 26 березня 2016 року в програному (0:2) виїзному поєдинку 16-го туру Другої ліги України проти петрівського «Інгульця». Горват вийшов на поле в стартовому складі та відіграв увесь матч. Навесні 2016 року провів 6 поєдинків у Другій лізі України. У липні 2016 року став гравцем «Кременя». У футболці кременчуцького клубу дебютував 30 липня 2016 року в переможному (2:0) домашньому поєдинку 2-го туру Другої ліги України проти одеської «Жемчужини». Олександр вийшов на поле на 77-ій хвилині матчу, замінивши Левана Кошадзе, а на 90+1-ій хвилині отримав жовту картку.  Єдиним голом за «Кремінь» відзначився 18 березня 2017 року на 26-ій хвилині програного (1:3) виїзного поєдинку 21-го туру Другої ліги України проти горностаївського «Миру». Горват вийшов на поле в стартовому складі та відіграв увесь матч. У сезоні 2016/17 років допоміг команді стати бронзовим призером Другої ліги та підвищитися в класі. За два сезони, проведені в кременчуцькому клубі, у чемпіонатах України зіграв 55 матчів (1 гол), ще 2 поєдинки провів у кубку України.
У червні 2018 року проходив передсезонну підготовку з «Миколаєвом», за результатами якої у липні того ж року підписав контракт з «корабелами». У футболці «Миколаєва-2» дебютував 22 липня 2018 року в програному (0:1) виїзному поєдинку 1-го туру групи Б Другої ліги України проти херсонського «Кристалу». Олександр вийшов на поле в стартовому складі та відігав увесь матч. За першу команду миколаївців дебютував 28 липня 2018 року в переможному (2:0) виїзному поєдинку 2-го туру Першої ліги України проти харківської «Кобри». Горват вийшов на поле в стартовому складі, на 6-ій хвилині отримав жовту картку, а на 56-ій хвилині його замінив Микита Шарабура. У «Миколаєві» провів півтора сезони, за цей час за першу команду зіграв 33 матчі в Першій лізі та 2 матчі в кубку України, ще 6 поєдинків провів у Другій лізі України за «Миколаїв-2».
Наприкінці січня 2020 року став гравцем «Гірника», але не встиг за команду зіграти жодного офіційного матчу. Напередодні старту сезону 2020/21 років став одним з футболістів «Гірника», які перейшли до відродженого «Кривбасу». За нову команду дебютував 26 серпня 2020 року в переможному (4:2) домашньому поєдинку кубку України проти «Черкащини-Академії». Олександр вийшов на поле в стартовому складі, а на 65-ій хвилині його замінив Ігор Бука. У Другій лізі України дебютував за «Кривбас» 5 вересня 2020 року в переможному (1:0) виїзному поєдинку 1-го туру групи Б проти свого колишнього клубу, одеського «Реал Фарма». Горват вийшов на поле в стартовому складі, а на 81-ій хвилині його замінив Сергій Гвоздевич. Першим голом за криворізьку команду відзначився 24 жовтня 2020 року на 12-ій хвилині переможного (1:0) домашнього поєдинку 8-го туру групи Б Другої ліги України проти зорянських «Балкан». Олександр вийшов на поле в стартовому складі, а на 71-ій хвилині його замінив Олександр Гуськов. За підсумками сезону 2020/21 років криворіжці посіли 2-ге місце в групі Б Другої ліги та підвищилися в класі. У Першій лізі України дебютував за «Кривбас» 1 серпня 2021 року в переможному (1:0) домашньому поєдинку 2-го туру проти тернопільської «Ниви». Горват вийшов на поле на 79-ій хвилині, замінивши Артема Щедрого.

## Досягнення
«Кремінь»
- Друга ліга України
  -  Бронзовий призер (1): 2016/17

«Кривбас» (Кривий Ріг)
- Другої ліги України (група Б)
  -  Срібний призер (1): 2020/21